# فرودگاه محلی میدکوست در پایگاه هوایی ارتش رایت
فرودگاه محلی میدکوست در پایگاه هوایی ارتش رایت (به انگلیسی: MidCoast Regional Airport at Wright Army Airfield) یک فرودگاه همگانی و نظامی بهره‌برداری هوایی با کد یاتا LIY است که یک باند فرود آسفالت دارد و طول باند آن ۱۵۲۷ متر است. این فرودگاه در کشور ایالات متحده آمریکا قرار دارد و در ارتفاع ۱۴ متری از سطح دریا واقع شده‌است.